# Marceli Bogusławski
Marceli Bogusławski, né le 7 septembre 1997 à Opoczno, est un coureur cycliste polonais.

## Biographie
Dans les catégories de jeunes, Marceli Bogusławski se distingue tout d'abord dans le VTT et le cyclo-cross. Il est notamment champion de Pologne de cyclo-cross en 2014, chez les juniors, et en 2017 et 2018, chez les espoirs. Parmi les élites, il devient vice-champion national en 2015. Il est également champion de Pologne de cross-country en 2014 et 2016, dans sa tranche d'âge.
À partir de 2018, il se consacre davantage au cyclisme sur route en signant avec l'équipe continentale Wibatech Fuji. Avec celle-ci, il termine quatrième d'une étape du Czech Cycling Tour et septième du Dookoła Mazowsza. Cette même année, il participe au Tour de l'Avenir. En 2019, il remporte le prologue de la Carpathian Couriers Race, réservée aux coureurs de moins de 23 ans, et devient le premier leader de l'épreuve.
Très performant sur les contre-la-montre courts, il gagne le prologue du Tour Bitwa Warszawska 1920 en 2020. L'année suivante, il rejoint la formation Mazowsze Serce Polski. Il gagne une nouvelle fois la première étape chronométrée du Tour international de Rhodes, du Tour de Liev et du Tour de Bulgarie. En 2022, il obtient une première victoire au sprint lors de la première étape du Tour de Thaïlande.

## Palmarès sur route

### Par année
- 2019
  - Prologue de la Carpathian Couriers Race
- 2020
  - Prologue du Tour Bitwa Warszawska 1920
- 2021
  - Prologue du Tour international de Rhodes
  - 1re étape du Tour de Liev (contre-la-montre)
  - Prologue du Tour de Bulgarie
- 2022
  - 1re étape du Tour de Thaïlande
  - Grand Prix Nasielsk-Serock
  - Prologue du Tour d'Estonie
  - Visegrad 4 Bicycle Race-GP Poland
  - Dookoła Mazowsza : 
    - Classement général
    - 1re étape

  - Prologue (contre-la-montre) et 4e étape du Tour de Bulgarie
  - 2e du Grand Prix Wyszków
- 2023
  - Prologue du Tour du Pays de Montbéliard (contre-la-montre)
  - 5e étape de la Course de Solidarność et des champions olympiques
  - 5e étape du Sibiu Cycling Tour
- 2025
  - Prologue de l'Istrian Spring Tour (contre-la-montre)
  - 3e et 4e étapes du Tour du Loir-et-Cher
  - 1re étape du Tour d'Estonie
  - Course de Solidarność et des champions olympiques :
    - Classement général
    - 3e étape

  - Mémorial Andrzej Trochanowski
  - 3e de la Ślężański Mnich-Bruki & Szutry''
  - 3e du Tour d'Estonie

### Classements mondiaux
| Année                                 | 2018  | 2019  | 2020  | 2021 | 2022 | 2023  |
| ------------------------------------- | ----- | ----- | ----- | ---- | ---- | ----- |
| Classement mondial                    | 2495e | 2019e | 1513e | 630e | 265e | 1525e |
| UCI Europe Tour                       | 1665e | 1319e | 1129e | 505e | 216e | nc    |
|                                       |       |       |       |      |      |       |
| Légende : nc = non classéSource : UCI |       |       |       |      |      |       |

## Palmarès en cyclo-cross
| - 2013-2014 - Champion de Pologne de cyclo-cross juniors - 2014-2015 - 2e du championnat de Pologne de cyclo-cross juniors - 2015-2016 - Champion de Pologne de cyclo-cross espoirs - 2e du championnat de Pologne de cyclo-cross | - 2016-2017 - Champion de Pologne de cyclo-cross espoirs - 2017-2018 - Champion de Pologne de cyclo-cross espoirs - 2018-2019 - 2e du championnat de Pologne de cyclo-cross |  |

## Palmarès en VTT

### Championnats nationaux
- 2014
  -  Champion de Pologne de cross-country juniors
- 2015
  - 2e du championnat de Pologne de cross-country juniors
- 2016
  -  Champion de Pologne de cross-country espoirs
  - 2e du championnat de Pologne de cross-country eliminator